# Nadia Nerina
Nadia Nerina (21 tháng 10 năm 1927 – 6 tháng 10 năm 2008) là một vũ công người Nam Phi, là "một trong những nữ diễn viên ba lê tài năng, linh hoạt và truyền cảm hứng nhất của Hoàng gia Ba lê trong những năm 1950 và 1960. Cô được biết đến "vì sự điêu luyện kỹ thuật, sự nhẹ nhàng của cô ấy, những cú nhảy có vẻ không cần nỗ lực và sự quyến rũ vui vẻ trên sân khấu, đặc biệt là trong những vai diễn hài." 

## Tuổi thơ và đào tạo ban đầu
Sinh ra với tên khai sinh Nadine Judd ở Bloemfontein, thủ phủ tỉnh của Nhà nước tự do màu cam (nay là tỉnh tự do) ở miền trung Nam Phi, cô là hậu duệ của những người định cư Anh đã di cư đến khu vực giàu kim cương để tìm kiếm một cuộc sống mới. Cha mẹ cô, người thuộc cộng đồng thiểu số nói tiếng Anh của thành phố, nơi tiếng Afrikaan là ngôn ngữ chính thức, khuyến khích sở thích thời thơ ấu của cô đối với sân khấu. Xuất hiện trên sân khấu đầu tiên của cô là ở tuổi 8 hoặc 9, khi cô xuất hiện với tư cách là con của Cio-Cio San trong một sản phẩm địa phương của Madama Butterfly. Nghiên cứu nghiêm túc về khiêu vũ của cô đã không diễn ra cho đến khi cha mẹ cô chuyển cả gia đình đến Durban, thành phố lớn ở tỉnh ven biển Natal (nay là KwaZulu-Natal). Ở đó, cô học kịch với Elizabeth Sneddon tại Đại học Natal, múa ba lê với Eileen Keegan, một giáo viên tài năng, người đã khiêu vũ với công ty của Anna Pavlova, và stagecraft và mime với Dorothea McNair. Keegan được ghi nhận là người đặt nền móng cho kỹ thuật múa ba lê cổ điển mạnh mẽ của Nerina. Sau khi mẹ của Judd qua đời, khi cô còn ở tuổi thiếu niên, các giáo viên của cô đã khuyên cha cô gửi cô học trò tài năng của họ đến Anh để được hướng dẫn thêm.
Năm 1945, không lâu sau khi Thế chiến II kết thúc ở châu Âu, ông Judd đã sắp xếp chuyến đi cho con gái mình trên một con tàu đi từ Cape Town đến Southampton. Lúc đó cô ấy 17 hoặc 18 tuổi. Khi đã định cư ở London, với nguyện vọng tham gia vở ballet Rambert, cô đã tìm đến và tham gia các lớp học với Marie Rambert, người kết bạn với cô và khuyến khích cô. Sau đó, cô tiếp tục đến trường múa ba lê Sadler's Wells, dưới sự chỉ đạo của Ninette de Valois, và đến xưởng vẽ Elsa Brunelleschi, nơi cô học múa Tây Ban Nha. Khi còn là một học sinh tại Sadler's Wells, cô đã xuất hiện như một cô bé được chăm sóc cho Công chúa Aurora trong sản phẩm nổi tiếng của Người đẹp ngủ trong rừng để mở cửa Nhà hát Opera Hoàng gia vào ngày 20 tháng 2 năm 1946. Mùa hè tiếp theo, với ý định cải thiện kỹ thuật cổ điển của mình, cô đã đến Paris cùng với người bạn Elaine Fifield của mình, để học cùng với Olga Preobrajenska, một cựu ngôi sao của Ba lê Hoàng gia Nga ở Saint Petersburg.